# Greifswalder FC
El Greifswalder FC es un equipo de fútbol alemán de la ciudad de Greifswald que juega en la Regionalliga Nordost, una de las ligas que conforman la cuarta división nacional.

## Historia
Fue fundado el 1 de julio de 2015 en la ciudad de Greifswald del estado de Mecklemburgo-Pomerania Occidental tras la fusión de los equipos Greifswalder SV 04 y FC Pommern Greifswald, tomando el lugar de este último al estar en una mejor categoría.
Su debut fue en la temporada 2015/16 en la Versbandsliga, sexta división, peleando los primeros lugares de la clasificación y tras dos subcampeonatos consigue el título en la temporada 2017/18 y el ascenso a la NOFV-Oberliga Nord para la temporada 2018/19. En la temporada 2021/22 juega por primera vez en la Copa de Alemania, donde eliminó en la primera ronda al Hansa Rostock de la 3. Bundesliga, pero es eliminado en la siguiente ronda por el FC Augsburg de la 1. Bundesliga.
En esa misma temporada es campeón de la NOFV-Oberliga Nord y consigue el ascenso a la Regionalliga Nordost por primera vez en su historia.

## Palmarés
- NOFV-Oberliga Nord: 1

2021/22
- Copa de Mecklemburgo-Pomerania Occidental: 1

2021/22
- Versbandsliga Mecklemburgo-Pomerania Occidental: 1

2017/18

## Entrenadores
- Hagen Reeck (2015–2017)
- Roland Kross (2017-2021)
- Martin Schröder (2021)[1]
- Roland Kroos (2021-)[2]